# 袁牧之
袁 牧之（えん ぼくし、ユエン・ムーチー、ユアン・ムーチー、イエン・ムーツー、1909年5月30日 - 1978年6月30日）は、中国の俳優、映画監督。本名袁家莱。

## 人物
浙江省寧波生まれ。中学生で洪深の戯劇協社に参加する。1930年、上海の左翼文化運動の勃興とともに大学を中退して話劇界に入り、俳優として活躍する。1934年、電通影片公司に入社して映画界入り、『桃李劫』に主演、脚本も担当。1935年、コメディ映画「都市風光」で初監督。1937年には『街角の天使』を監督。抗日戦中は救亡演劇隊にも加わり、1938年には抗日根拠地の記録映画製作のため、延安電影団に参加する。長編記録映画「延安与八路軍」を監督。のちソ連に赴き、エイゼンシュテインに師事した。帰国後は1946年に東北映画製作所長、解放後は初代の中央映画局長を歴任したが、1954年以降は病気のため職を離れた。1978年、北京で死去。

## 監督作品
- 〈都市風光〉（1935年）
- 街角の天使〈馬路天使〉（1937年7月24日） - 87分。脚本も担当。趙丹、趙慧深、周璇、魏鶴齢が出演。音楽は賀緑汀。
  - 賈樟柯に「演出と編集」の極みと評された作品。
- 〈延安与八路軍〉（1938年） - 記録映画。

## 出演作品
- 〈桃李劫〉（1934年） - 脚本も担当。
- 〈風雲児女〉（1935年）
- 〈生死同心〉（1936年）
- 〈八百壮士〉（1938年）

## 参考
- 刈間文俊「ユアン・ムーチー／袁牧之」（『日本大百科全書（ニッポニカ）』）